# Luis Lacy y Gautier
Pour les articles homonymes, voir Lacy.
Luis Lacy y Gauthier, né à San Roque le 11 janvier 1772 et mort à Palma de Majorque le 5 juillet 1817, est un militaire espagnol.

## Biographie
Il naît dans une famille de tradition militaire en Espagne, d'un père d’origine irlandaise et d'une mère d’origine française.
Il intègre l’Armée à l’âge de 13 ans, dans le dénommé « régiment de Bourgogne » (Regimento de Borgoña) destiné à Porto Rico, accompagné de deux oncles maternels. À 14 ans, il est sous-lieutenant d'infanterie et donne des signes d’intrépidité et d'insubordination.
En 1794, âgé de 22 ans, il participe en tant que capitaine d’infanterie à la guerre du Roussillon. En raison d'une histoire de sexe survenue alors qu'il était en poste aux Canaries, il est temporairement expulsé de l’armée et exilé sur l’île du Méridien, dans le même archipel. En 1803, il s’enrôle dans l’armée française dans la guerre contre la Prusse.
À la suite du soulèvement du Dos de Mayo, il déserte et rentre en Espagne, où après plusieurs actions et batailles il accède au grade de maréchal de camp en 1810.
En 1811, il est nommé capitaine général de Catalogne mais est remplacé à la suite de la défaite de Mataró. En janvier 1813, il est nommé capitaine général du royaume de Galice par la Junta de RegenciaIl.  Il devient membre d'une loge maçonnique, la Logia Constitucional de la Reunión Española.
Après le retour du roi Ferdinand VII d’Espagne, il demande son transfert à Valence. Cependant, il participe en 1817 au pronunciamiento de Francisco Milans del Bosch en défense de la Constitution espagnole de 1812, à l’issue duquel il est fait prisonnier, tandis que Milans del Bosch parvient à prendre la fuite.
Il est fusillé au château de Bellver de Palma le 5 juillet 1817.